# Herb gminy Kozłów
Herb gminy Kozłów – jeden z symboli gminy Kozłów, ustanowiony 29 września 2010.

## Wygląd i symbolika
Herb przedstawia na tarczy w polu czerwonym srebrnego kozła wspiętego, a u prawej podstawy rogacinę podwójnie skrzyżowaną również srebrną. Na tarczy połączono znaki herbowe rodu Lisów z kozłem, stanowiącym nawiązanie do nazwy miejscowości będącej siedzibą gminy.